# Schlägel (Musik)
Ein Schlägel ist in der Musik ein Schlagwerkzeug zum Spielen eines Schlaginstruments. Zu diesen gehören Membranophone (Trommeln) und Aufschlagidiophone (wie Becken und Stabspiele). Beim Schlagzeug wird der Schlägel Stick (Drumstick) oder Trommelstock genannt.
Schlägel bestehen meist aus einem Schaft und einem weichen oder harten Schlägelkopf, mit dem das Instrument angeschlagen wird. Der Schaft wird aus verschiedenen Materialien wie Holz, Bambus oder Metall gefertigt. Der Kopf ist rund, zylindrisch oder hammerförmig. Daneben gibt es auch Schlägel ohne Kopf, wie die Rute, die aus gebündelten dünnen Holzstäben besteht, den Besen, der in fächerförmigen Stahldrähten ausläuft und den Triangelstab, einen Metallstab ohne Kopf.

## Schlägelarten

### Paukenschlägel

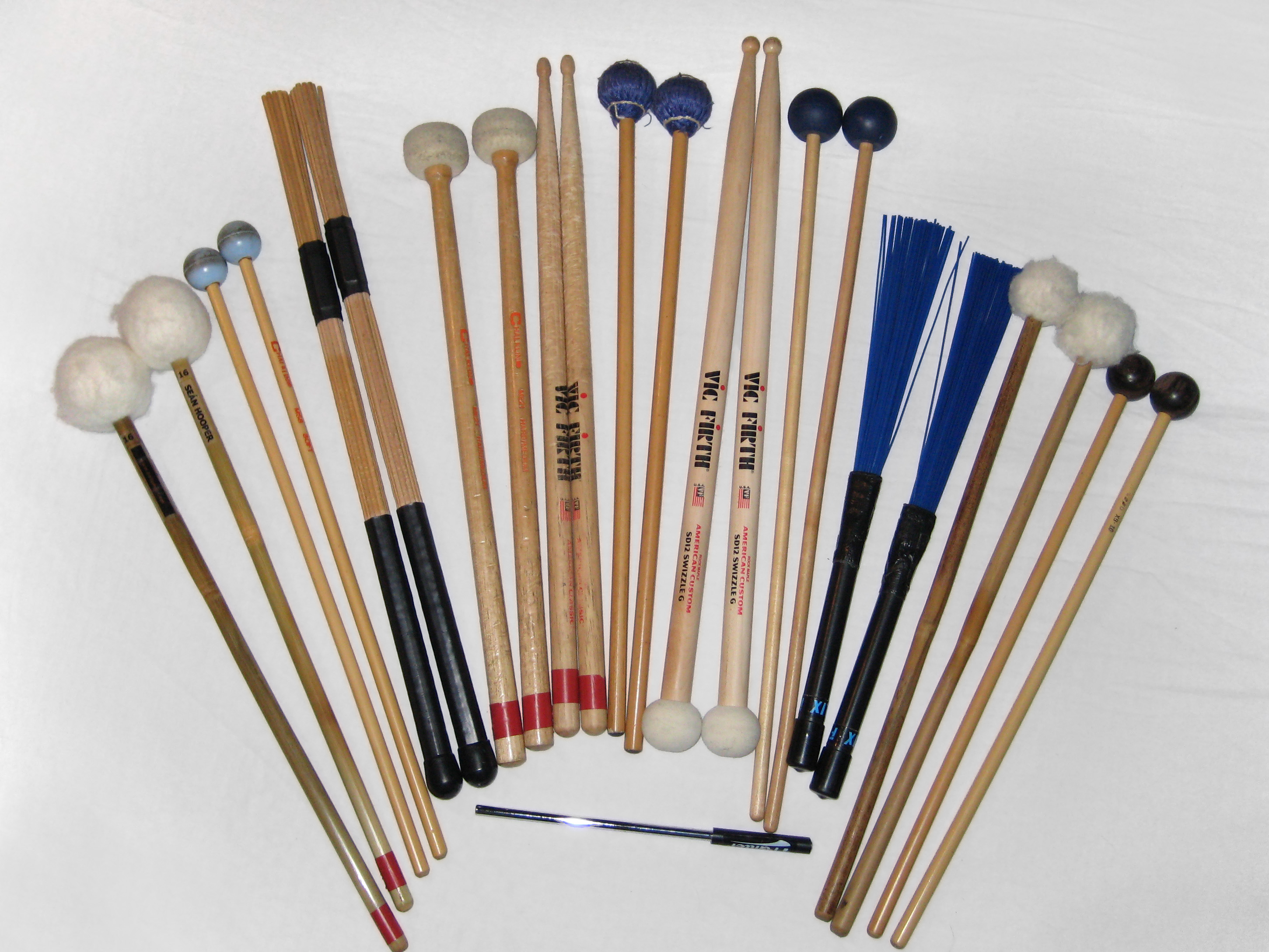
Verschiedene Schlägel: u. a. Paukenschlägel, Rute (3.v.l.), Drumsticks (5.v.l.), Besen (3.v.r.)

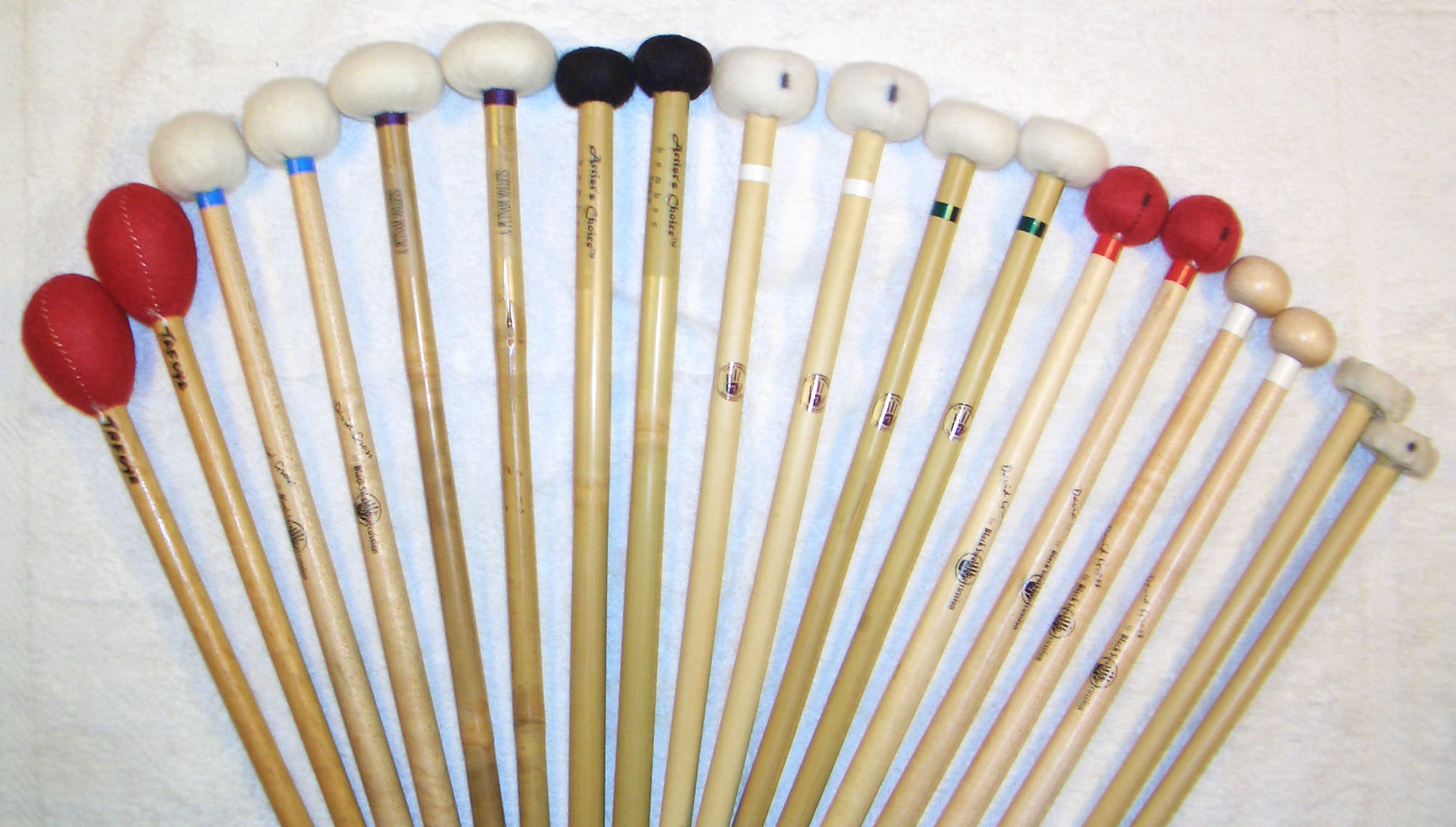
Paukenschlägel mit unterschiedlichen Kopfformen

Zu den wichtigsten Vertretern der Schlägel zählen die Paukenschlägel, die sich aufgrund der Entwicklung der Pauken und dem musikalischen Einsatz im Laufe der Zeit verändert haben. Als Pauken noch im Heeresdienst eingesetzt wurden, hatten die Schlägel einen lederüberzogenen Holzkopf um einen harten, durchdringenden Klang zu erzeugen. Mit dem Einsatz der Pauken im Orchester wurden die Stiele der Schlägel dünner und neben scheibenförmigen Köpfen aus Holz oder Elfenbein wurden auch Köpfe aus Flanell eingesetzt, bei denen Flanellscheiben zu einer zylindrischen Form zusammengepresst werden. Eine unterschiedliche Tongebung wird durch mehrere Größen erreicht. Es kamen für eine weiche Tongebung auch zeitweise Köpfe aus Schwamm zum Einsatz, die allerdings ein störendes Anschlaggeräusch erzeugten. Heute werden hauptsächlich Filzschlägel genutzt, deren Stiel ca. 36 cm lang ist. Die Köpfe bestehen aus einem Kern aus Holz oder Kork mit einem Filzüberzug. Ein Pauker nutzt mehrere Paar Schlägel, die sich in Größe des Schlägelkerns, Stärke des Filzes und Stieldurchmesser unterscheiden.

### Trommelstöcke
Für die kleine Trommel, das Drum-Set und die Becken werden Trommelstöcke genutzt, die meist aus Harthölzern in einer Länge von etwa 38 cm gefertigt werden. Die Stöcke laufen konisch zu und enden in einer kleinen runden bis ovalen Spitze, die aus Holz oder Kunststoff besteht. Die Stockstärke, das Stockmaterial, die Länge des Stockes und Form des Kopfes variieren sehr stark. Zum einen werden unterschiedliche Trommelstöcke genutzt, um verschiedene Klangschattierungen zu erreichen. Zum anderen hat jeder Schlagzeuger andere Anforderungen und Vorlieben bei der Auswahl seiner Stöcke. Als Modellbezeichnung hat sich eine Zahl zusammen mit einem Großbuchstaben etabliert (z. B.: 5B; 7A). Die Zahl steht für den Umfang bzw. Durchmesser des Trommelstocks. Je kleiner die Zahl ist, umso größer ist der Umfang bzw. der Durchmesser. Der Buchstabe weist auf den ursprünglichen Verwendungszweck hin. „S“ steht für Street, also den Einsatz auf der Straße in Marschkapellen und Spielmannszügen. „B“ steht für Band und damit den Einsatz in der Populärmusik und „A“ für den Orchestereinsatz. Somit ist der Buchstabe ebenfalls eine Kennzeichnung für den Stockumfang. Der Einsatz in Marschkapellen erfordert eine höhere Lautstärke und damit einen größeren Umfang und mehr Gewicht als die Trommelstöcke in einem Orchester. In Pipe Bands werden wiederum leichtere Schlägel verwendet, um den höheren Klang der Trommel zu unterstützen. Die Trommelstöcke für den Bandeinsatz liegen in Gewicht und Umfang dazwischen. Beim Schlagzeug wird der Schlägel häufig auch Stick genannt. Für den Schlägel an der Fußmaschine wird oftmals der englische Begriff beater benutzt.

### Stabspielschlägel
Bei den Stabspielinstrumenten kommen Schlägel mit einem dünnen Stiel und kleinen runden Köpfen zum Einsatz. Im Gegensatz zu anderen Schlaginstrumenten werden teilweise vier Schlägel gleichzeitig zum Spiel eingesetzt. Beim Xylophon bestehen die Köpfe aus Holz, Gummi oder Kunststoff und sind teilweise mit Leder überzogen. Ist ein durchdringender Klang erwünscht, verzichtet man auf die Ledermanschette oder setzt einen sehr dünnen Lederüberzug ein. Für tiefe Tonlagen werden Schlägel mit dickerem oder weicherem Lederüberzug genutzt.
Das Vibraphon wird mit Schlägeln gespielt, deren Köpfe aus Gummi, Kunststoff oder Holz bestehen und je nach klanglichen Erfordernissen unterschiedlich dick mit Wollfaden umwickelt sind.
Für das Marimbaphon nutzt man auch Schlägel, deren Köpfe aus Holz, Kunststoff, Hartfilz oder Hartgummi bestehen und entweder mit Gummiring oder einer Wollfadenumwicklung versehen sind. Für weichere Tongebungen werden weichfilzgepolsterte Köpfe verwandt.
Beim Glockenspiel nutzt der Schlagwerker Schlägel deren runde Köpfe aus Kunststoff, Holz oder Horn bestehen. Für eine kräftige Tongebung werden schwere Schlägel genutzt. Für eine weichere Tongebung kommen leichtere Schlägel mit einem Kopf aus Weichholz zum Einsatz.

## Übersicht der gebräuchlichsten Schlägel
| Schlägel                | Material und Kopfform | Einsatz                                                         |
| ----------------------- | --- | --------------------------------------------------------------- |
| Pauken-Schlägel         | runder Kopf aus Kork oder Holz mit Filzüberzug; ovaler Kopf aus Holz mit Lederumwicklung beim Barock-Schlägel und Flanellscheiben (zylindrisch) beim „Mozart“-Schlägel | Pauke                                                           |
| Trommelstock            | ovaler oder runder kleiner Kopf aus Holz oder Kunststoff, Hartholz | Konzerttrommel, Rührtrommel, Drum-Set, Becken, Hi-Hat, (Pauken) |
| Besen                   | aufgefächerte Federstahldrähte an Metall- oder Holzsstiel | Drum-Set, Becken, Hi-Hat                                        |
| Rute, Rod               | gebündelte dünne Holzstäbe | Drum-Set, Becken, Hi-Hat                                        |
| Großer Trommel-Schlägel | Kopf aus Holz mit Filzüberzug | Große Trommel, Tamtam                                           |
| Superball-Schlägel      | Gummischeibe | Effektschlägel für Fellinstrumente                              |
| Xylophon-Schlägel       | runder Kopf aus Holz, Gummi oder Kunststoff, teilweise mit Lederüberzug                                                                                                | Xylophon, Woodblock                                             |
| Vibraphon-Schlägel      | Garnumwickelter runder Kopf aus Holz, Gummi oder Kunststoff | Vibraphone, Marimba                                             |
| Marimba-Schägel         | ovaler Kopf aus Kunststoff, Holz oder Horn, teilweise wollumwickelt | Marimba                                                         |
| Glockenspiel-Schlägel   | runder Kopf aus Horn, Holz oder Plastik | Glockenspiel, Steinspiel                                        |
| Lyra-Schlägel           | runder Kopf aus Messing/Leichtmetall | Lyra/Steinspiel                                                 |
| Gong-/Tamtam-Schlägel   | zylindrischer Hartfilzkopf | Gong, Tamtam                                                    |
| Gong-Schlägel           | runder Hartfilzkopf | Gongspiel, Dobaci                                               |
| Röhrenglockenschlägel   | Hammerkopf aus Horn oder Leder | Röhrenglocken                                                   |
| Triangel-Schlägel       | Metallstab aus Silberstahl | Triangel, Cymbales antiques                                     |
| Templeblock-Schlägel    | ovaler Weichholzkopf | Templeblock, Woodblock                                          |

In der klassischen Musik wurde erstmals von Hector Berlioz 1810 die Verwendung eines bestimmten Schlägeltyps (Schwammschlägel) vorgegeben. Zuvor oblag die Auswahl dem Musiker, und es wurden überwiegend Holzschlägel verwendet.

## Andere Schlägelarten in der Musik
Mit Schlägeln werden auch manche Saiteninstrumente angeschlagen:
- Hackbrett: Holz, meist mit Leder, auch mit Filz beschlagen
- Zymbal: Holz
- Hammerklavier: anschlagende Teile